# Courchevel (Saboya)
Courchevel es una comuna nueva francesa situada en el departamento de Saboya, de la región de Auvernia-Ródano-Alpes.

## Historia
Fue creada el 1 de enero de 2017, en aplicación de una resolución del prefecto de Saboya de 8 de agosto de 2016 con la unión de las comunas de La Perrière y Saint-Bon-Tarentaise, pasando a estar el ayuntamiento en la antigua comuna de Saint-Bon-Tarentaise.

## Demografía
| Gráfica de evolución demográfica de Courchevel (Saboya) entre 1800 y 2013 |
|                                                                           |

Los datos entre 1800 y 2013 son el resultado de sumar los parciales de las dos comunas que forman la nueva comuna de Courchevel, cuyos datos se han cogido de 1800 a 1999, para las comunas de La Perrière y Saint-Bon-Tarentaise de la página francesa EHESS/Cassini. Los demás datos se han cogido de la página del INSEE.

## Composición
| Antigua comuna       | Código INSEE | Población (2013) | Superficie (km²) | Densidad (hab./km²) |
| -------------------- | ------------ | ---------------- | ---------------- | ------------------- |
| La Perrière          | 73198        | 456              | 9.96             | 46                  |
| Saint-Bon-Tarentaise | 73227        | 1920             | 58.94            | 33                  |